# Trophée européen féminin de rugby à XV 2005
Navigation
Trophée européen féminin 2004 Trophée européen féminin 2006
Le Trophée européen féminin de rugby à XV 2005 se déroule du 7 avril au 9 avril 2005 en Allemagne pour la Poule A alors que la compétition pour la Poule B se déroule en Bosnie-Herzégovine du 21 mai au 23 mai 2005.
La compétition regroupe 7 équipes ce qui constitue aujourd'hui encore la compétition la plus faible en termes de participations.

## Participants
La Poule A est constituée de quatre équipes :Allemagne, Italie, Pays-Bas et Suède. La compétition se déroule sous la forme de match à élimination directe.
Concernant la Poule B, les équipes de la Russie, de la Norvège et de la Bosnie-Herzégovine participent à la compétition. Les trois équipes se rencontrent deux fois. La meilleure équipe sur les quatre matchs remporte le tournoi.

## Poule A

### Demi-Finales
| 7 avril 2005 | Pays-Bas | 8 - 7 | Suède | à Hambourg |

| 7 avril 2005 | Italie | 52 - 0 | Allemagne | à Hambourg |

### Match pour la3eplace
| 9 avril 2005 | Suède | 17 - 5 | Allemagne | à Hambourg |

### Finale
| 9 avril 2005 | Italie | 22 - 3 | Pays-Bas | à Hambourg |

## Poule B
| Rang | Club               | J | V | N | D | Pm  | Pe | Diff | Pts |
| ---- | ------------------ | - | - | - | - | --- | -- | ---- | --- |
| 1    | Russie             | 4 | 4 | 0 | 0 | 125 | 33 | +92  | 9   |
| 2    | Norvège            | 4 | 2 | 0 | 2 | 91  | 31 | +60  | 7   |
| 3    | Bosnie-Herzégovine | 4 | 0 | 0 | 4 | 67  | 60 | +7   | 5   |

| 21 mai 2005 | Russie  | 25 - 0 | Norvège            | à Zenica |
| 21 mai 2005 | Norvège | 30 - 0 | Bosnie-Herzégovine | à Zenica |
| 21 mai 2005 | Russie  | 74 - 0 | Bosnie-Herzégovine | à Zenica |

| 23 mai 2005 | Russie  | 49 - 0 | Norvège            | à Zenica |
| 23 mai 2005 | Norvège | 22 - 0 | Bosnie-Herzégovine | à Zenica |
| 23 mai 2005 | Russie  | 65 - 0 | Bosnie-Herzégovine | à Zenica |